# Landcare Research New Zealand
Die Landcare Research New Zealand Limited, in Kurzform Landcare Research genannt, ist eines von acht neuseeländischen Crown Research Institutes mit Sitz in der Stadt Lincoln, nahe Christchurch.

## Aufgabe
Die Hauptaufgabe von Landcare Research ist Umweltforschung zu betreiben. Das Institut hat sich dabei auf das Nachhaltigkeitsmanagement von Landressourcen spezialisiert, wobei eine effizientere Nutzung von Ressourcen bei gleichzeitigem Schutz der Natur und dem Erhalt und die Steigerung der Artenvielfalt im Vordergrund steht.
Die Forschung ist grob in zwei Zweige untergliedert. Der Gliederung Biologische Systeme sind die Bereiche Artenvielfalt & Artenschutz, Biosystematik, Ökosystemprozesse, Technologien in der Schädlingsbekämpfung, Ökologie der wild lebenden Tiere und Epidemiologie zugeordnet, wogegen der Gliederung Umwelt & Gesellschaft die Bereiche Globale Veränderungsprozesse, Nachhaltigkeit & Gesellschaft, Böden & Landschaften und der Bereich Informatik unterstellt sind.
Wie bei allen staatlichen Institutionen und Firmen in Staatsbesitz, hat auch Landcare Research einen maorisprachigen Namen. Manaaki Whenua bedeutet in Kurzform übersetzt so viel wie „Bewahre das Land“.

## Sitz und Standorte
Der Hauptsitz des Unternehmens ist in Lincoln. Weitere Büros und Forschungseinrichtungen befinden sich von Nord nach Süd über das Land verteilt in den Städten: Auckland, Hamilton, Gisborne, Hastings, Palmerston North, Wellington, Nelson, Dunedin und Alexandra.

## Geschichte
In den 1980ern begann die neuseeländische Regierung den Bereich Forschung und Wissenschaft neu zu strukturieren. 1989 wurde dafür das Ministry of Research, Science and Technology (Ministerium für Forschung, Wissenschaft und Technologie) mit dem Ziel geschaffen, die Regierung zu beraten, Entscheidungsprozesse vorzubereiten, Mittelvergaben zu priorisieren und die Erfolgskontrolle einzuführen. Doch damit nicht genug, wollte man für die verschiedensten Aufgabenbereiche unterschiedliche Institute schaffen, die unter Regierungsaufsicht eigenständig und eigenverantwortlich wirtschaften sollten und die dann unter diesen Bedingungen mit eigenen Regeln und Richtlinien erfolgsbezogen öffentliche und privatwirtschaftliche Aufträge erledigen würden.
Mit dem Crown Research Institutes Act 1992 wurden zu diesem Zweck zunächst zehn Crown Research Institutes gegründet, von denen heute acht Institute noch existieren. Landcare Research ist eines davon.
Mit dem Companies Act 1993 wurden alle Institute zu Gesellschaften mit beschränkter Haftung (Limited) umgewandelt. Landcare Research ist heute, wie alle anderen Crown Research Institutes auch, der Crown Company Unit (kontrollierende und beratende Abteilung) des Finanzministeriums und dem verantwortlichen Minister für Forschung, Wissenschaft und Technologie unterstellt. Beide verantwortlichen Minister werden jeweils als Shareholder der acht Crown Research Institutes registriert.

## Datensammlungen
Landcare Research besitzt Sammlungen unterschiedlichster Organismen. Im Fokus hierbei stehen jene Arten, welche einen nationalen Wert für Neuseeland darstellen. Im Folgenden sind dies:
- Allan Herbarium (CHR), mit 276.200 Datenbankeinträgen und 276.201 Exemplaren (Oktober 2018), die größte neuseeländische Sammlung systematisch angelegter Daten über Pflanzen und Pflanzenteile neuseeländischer Regionen und des südlichen Pazifiks.
- International Collection Of Micro-organisms (ICMP), mit 21.598 Datenbankeinträgen (Oktober 2018), eine bedeutende internationale Sammlung von mit Pflanzen lebende Bakterien und Pilzen aus Neuseeland und dem Südpazifik.
- National New Zealand Flax Collection (FLAX), mit 84 Datenbankeinträgen (Oktober 2018), eine Sammlung von neuseeländischem Flax mit seinen 160 verschiedenen Herkunftsarten.
- New Zealand Arthropod Collection (NZAC), mit 120.528 Datenbankeinträgen und 141.565 Exemplaren (Oktober 2018), die größte Sammlung von wirbellosen Landtieren aus Neuseeland und dem Südpazifik.
- New Zealand Fungal and Plant Disease Collection (PDD), mit 101.203 Datenbankeinträgen und 101.219 Exemplaren (Oktober 2018), das größte Pilz-Herbarium in Neuseeland mit Exemplaren aus Neuseeland und anderen pazifischen Staaten.

Detaillierte Informationen hierzu können auf der Webseite Systematics Collections Data (SCD) des Instituts eingesehen werden.